# Orde van Octrooigemachtigden
De Orde van Octrooigemachtigden is de publiekrechtelijke beroepsorganisatie van octrooigemachtigden in Nederland. Iedere octrooigemachtigde is van rechtswege (verplicht) lid van de orde. Een vergelijkbare organisatie is de Nederlandse Orde van Advocaten.
De organisatie is een openbaar lichaam ingesteld bij de Rijksoctrooiwet. De orde heeft circa 350 leden.
Nederlandse octrooigemachtigden die zijn gekwalificeerd als Europees Octrooigemachtigde zijn tevens lid van het Instituut van Europees Octrooigemachtigden. Dit instituut heeft circa 8700 leden.